# Cyphella ferruginea
Cyphella ferruginea är en svampart som beskrevs av P. Crouan & H. Crouan 1867. Cyphella ferruginea ingår i släktet Cyphella och familjen Cyphellaceae.   Inga underarter finns listade i Catalogue of Life.